# Янукович, Виктор Фёдорович
Ви́ктор Фёдорович Януко́вич (укр. Віктор Федорович Януковичо файле; род. 9 июля 1950[…], Енакиево, Сталинская область) — украинский государственный и политический деятель. 4-й президент Украины (2010—2014), премьер-министр (2002—2005 и 2006—2007). Председатель Партии регионов (2003—2010). Кандидат на должность Президента Украины (2004, 2010).
На президентских выборах 2004 года во втором туре противостоял Виктору Ющенко. После объявления предварительных результатов, согласно которым победил Янукович, начались массовые протесты против фальсификации результатов голосования, известные как «оранжевая революция». В итоге было назначено переголосование, по результатам которого президентом стал Ющенко.
На президентских выборах 2010 года Янукович сменил Ющенко на посту президента, опередив во втором туре Юлию Тимошенко.
21 ноября 2013 года Янукович своим отказом подписать соглашение об ассоциации с ЕС спровоцировал массовые протесты — Евромайдан. 22 февраля 2014 года в ходе острого политического кризиса Янукович был фактически отстранён от власти Верховной радой Украины. Впоследствии, покинув Украину и находясь на территории России, Янукович неоднократно публично заявлял о себе как о действующем президенте Украины.
После отстранения от власти против него были возбуждены многочисленные уголовные дела. 4 февраля 2015 года Верховная рада Украины приняла закон о лишении Януковича звания президента Украины.
24 января 2019 года Янукович был осуждён Оболонским районным судом города Киева на 13 лет за государственную измену. Решение суда было подтверждено Апелляционным и Верховным судами Украины.
С 2014 года Янукович находится под международными санкциями стран Евросоюза, США, Великобритании и ряда других стран.

## Ранние годы
Янукович — украинец, родился 9 июля 1950 года в посёлке Жуковка Енакиевского района Сталинской области.
Отец — Фёдор Владимирович Янукович (1923—1991). Был машинистом паровоза и происходил из деревни Януки, Докшицкого района Витебской области, из которой жители уходили на заработки на шахты. По словам Януковича, его отец «родился на Донбассе, где женился на женщине из России». Дед по отцу — Владимир Ярославович Янукович. Янукович в интервью «Газете Выборчей» заявил, что его дед и прадеды по отцовской линии были литовскими поляками.
Мать — русская, Ольга Семёновна Леонова (1925 — 2 августа 1952), медсестра, работала в медсанчасти шахты «Юнком». Умерла, когда сыну было 2 года. Дед по матери, Семён Иванович Леонов, был зажиточным крестьянином. Спасаясь от раскулачивания, перебрался в Донбасс из Орловской, а по другой информации, из Курской губернии.
Согласно собственным воспоминаниям Януковича, его воспитала бабушка — Кастуся Ивановна Янукович, родом из Вильнюса. До войны работала откатчицей на шахте «Юнком». Во время войны угнана в Германию остарбайтером. Вернувшись, Кастуся Ивановна не смогла восстановить рабочий стаж из-за пропавших во время войны документов.

## Образование
Янукович окончил школу № 34 на окраине Енакиево (район Пивновка). Учился хорошо, но отличником не был. В 1973 году окончил Енакиевский горный техникум. В 1980 году заочно окончил Донецкий политехнический институт по специальности «инженер-механик».
В 2001 году окончил факультет международного права Украинской академии внешней торговли по специальности «международное право».
В 2009 году народный депутат Владимир Яворивский (фракция БЮТ) обращался с запросом к министру образования и науки в правительстве Юлии Тимошенко Ивану Вакарчуку в отношении подтверждения или опровержения информации о наличии высшего образования у кандидата на пост президента Украины Януковича, а также о получении им учёной степени.
Доктор экономических наук, профессор. Докторская диссертация, которую Янукович защитил в бытность губернатором Донецкой области, была посвящена вопросам управления развитием инфраструктуры крупного промышленного региона.

## Трудовая биография
С 1969 года — газовщик Енакиевского металлургического завода, автослесарь, механик автопредприятия
На протяжении 20 лет был генеральным директором ПО «Донбасстрансремонт», ПО «Углепромтранс», Донецкого областного территориального объединения автомобильного транспорта «Донецкавтотранс».
Янукович был членом ВЛКСМ (1964—1978), КПСС (1980—1991).
В августе 1996 года был назначен заместителем, а в сентябре — первым заместителем председателя Донецкой областной государственной администрации.
С 14 мая 1997 по ноябрь 2002 года — председатель Донецкой ОГА и депутат Донецкого областного совета. С мая 1999 по май 2001 года — по совместительству председатель Донецкого областного совета.
В 2001 году, заручившись согласием тогда действующего президента Украины Леонида Кучмы, впервые посетил Москву с официальным визитом. Весь период пребывания на выборных должностях на Украине пользовался неизменной поддержкой «Землячества донбассовцев Москвы».
С 12 декабря 2000 по 1 февраля 2004 года — заведующий кафедрой инновационного менеджмента Донецкого государственного университета управления.
21 ноября 2002 года Янукович был назначен на должность премьер-министра Украины (среди других возможных кандидатов на пост тогда также назывались Сергей Тигипко, Георгий Кирпа, Олег Дубина). Отмечалось, что многие обозреватели восприняли внесение президентом Украины Леонидом Кучмой кандидатуры Януковича на пост премьера фактически как выбор преемника.
20 апреля 2003 года был избран председателем «Партии регионов».
С 4 августа 2006 по 18 декабря 2007 года — премьер-министр Украины, член Совета национальной безопасности и обороны.
С 25 февраля 2010 по 22 февраля 2014 года — президент Украины, глава СНБО, Верховный главнокомандующий вооружёнными силами Украины.
С 1 января 2014 года — председатель Совета глав государств СНГ.

### Литературное творчество
В 2011 году в качестве авторских гонораров за изданные с 2005 по 2010 год книги и аванса за будущие произведения он заработал более 2 млн долларов, которые были выплачены донецким издательством Типография «Новый мир».
Среди изданных книг:
- «Инфраструктура промышленного региона: теория, практика, перспективы» (1999)[36].
- «Год в оппозиции. В политике не бывает окончательных побед и поражений» (2006). Не предназначалась для продажи[36].
- «…И год при власти. От кризиса — к экономическому росту» (2007). Тираж составил 2,6 тыс. экземпляров, первые сто сигнальных экземпляров напечатали с ошибкой: обложка была проиллюстрирована фотографией Януковича и перевёрнутым флагом Украины[36].
- «Как Украине дальше жить» (2008). Тираж книги составил 10 тысяч экземпляров[36].
- «Преодолеть путь» (2010)[36].
- Opportunity Ukraine («Украина — страна возможностей»; на английском языке). Вена, издательство «Mandelbaum Verlag», 2011 г. Заявленный тираж 50 тыс. экз. Впоследствии выяснилось, что отдельные абзацы в книге являются плагиатом, их авторами были самые разные люди — от оппозиционера Тараса Стецькива до известного украинского журналиста Вячеслава Пиховшека. Издание было изъято из продажи[36][37][38].

## Семья
Жена — Людмила Александровна (род. 1949), ныне пенсионерка и домохозяйка; живёт отдельно. В феврале 2017 года немецкий журнал Der Spiegel сообщил, что Янукович развёлся со своей супругой Людмилой, однако пресс-служба Януковича опровергла это сообщение.
Сыновья Александр (род. 1973) и Виктор (1981—2015). Внуки: Виктор (род. 2000), Александр (род. июль 2009) и Илья (род. 31 января 2010).

## Политическая деятельность до избрания президентом Украины

### Начало политической карьеры
Янукович вступил в КПСС в 1980 году. В 1982 году был избран депутатом Карло-Марксовского сельсовета посёлка Енакиево.
Становление Януковича как регионального лидера произошло в середине 1990-х годов. К этому времени в Донецкой области уже оформилась одна из сильнейших финансовых группировок Украины. Считается, что Янукович внёс значительный вклад в её создание. Его называли автором схемы «уголь-кокс-металл»: шахты в Украине получали государственные дотации; кокс, произведённый из дотационного угля, позволял резко снизить себестоимость металла; объединение в одних руках всей производственной цепочки от добычи угля до экспорта металлопродукции позволяло выводить за границу государственные дотации в виде прибыли на экспортированный металл и возмещённого НДС. Считается, что именно тогда Янукович начал сотрудничать с бизнесменом Ринатом Ахметовым.
После смещения руководителя области Владимира Щербаня и замены его на Сергея Полякова летом 1996 года Янукович был назначен первым заместителем нового и. о. губернатора (занимался работой основных отраслей промышленности). Не желая углубляться в проблемы региона, Сергей Поляков фактически переложил свои функции на Януковича. Авторитет последнего на местном и государственном уровне вырос, что привело к очередному карьерному взлёту.

### Глава Донецкой ОГА
14 мая 1997 года Указом президента № 435/97 Янукович был назначен главой Донецкой областной государственной администрации.
Находясь на этом посту, Янукович продвигал ряд региональных проектов.
Януковичу принадлежала идея создания в Донбассе свободных экономических зон «Донбасс» и «Азов», которые бы позволили местным компаниям значительно сократить сумму выплачиваемых налогов, он также известный лоббист и противник закрытия угольных предприятий.

### Премьер-министр Украины (2002—2005)
В ноябре 2002 года президент Украины Леонид Кучма отправил в отставку премьер-министра Анатолия Кинаха и выдвинул на эту должность кандидатуру Януковича. За его назначение на должность премьер-министра проголосовало 234 народных депутата из 450.
Однако в целом, зарплаты, пенсии, стипендии на Украине были в 2—3 раза меньшими (в долларовом исчислении), чем в России и Беларуси. Низкие зарплаты и пенсии вели к росту протестных настроений. Например, по итогам 2004 года:
- средняя пенсия составляла лишь 182.2 грн. (34 доллара США)[52][53][54];
- стипендия в ВУЗах в июне-2004 составляла 17 грн.[55], с июля-2004 — 25 грн.[56];
- «На начало 2004 года почти половина работников крупных и средних предприятий получали заработную плату ниже прожиточного минимума для трудоспособного лица (365 грн)»[57][58]

Несмотря на острую потребность в финансах, приватизация государственных предприятий осуществлялась по весьма малым ценам. В частности, большую известность получила приватизация наибольшего металлургического комбината Украины «Криворожсталь» — в июне 2004 года правительство Януковича продало его компании Ахметова и Пинчука за 0,8 млрд дол.; в 2005 году этот комбинат был реприватизирован кабмином Юлии Тимошенко и перепродан государством за 4,8 млрд дол. (то есть, в шесть раз дороже).
17 апреля 2004 года 335 голосами депутаты Верховной Рады одобрили представленную премьером программу деятельности Кабинета министров. Вместе с пропрезидентским большинством за программу проголосовала оппозиция («Социалистическая партия Украины», «Блок Юлии Тимошенко» и часть «Нашей Украины»), в обмен на принятие законов, предложенных оппозицией. Однако, в это время (весь 2004 год) в Верховной Раде были весьма сильные противостояния между оппозицией и «пропрезидентским большинством».
Янукович подал в отставку с должности премьер-министра 31 декабря 2004 года, после объявления предварительных результатов президентских выборов 2004 года, победу на которых, после повторного голосования, одержал оппозиционный кандидат Виктор Ющенко. Отставка была принята президентом Леонидом Кучмой 5 января 2005 года.

### Президентские выборы 2004 года

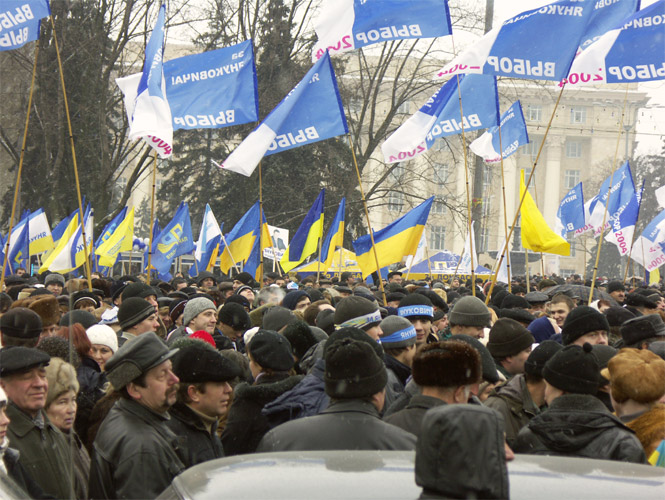
Митинг сторонников Януковича в Донецке, 2004

В 2004 году премьер-министр Янукович стал одним из основных кандидатов на президентских выборах, кандидатом от власти, выдвинувшись от «Партии регионов». Бывший советник Леонида Кучмы Марат Гельман объяснял выбор в качестве кандидата именно Януковича тем, что Кучма не хотел заниматься фандрайзингом, и единственным, кто сам мог обеспечить финансирование собственной кампании, был Янукович.
В первом туре 31 октября 2004 года он набрал 39,32 % голосов, уступив Ющенко 0,7 %.
Во втором туре 21 ноября 2004 года, согласно официальному заявлению Центральной избирательной комиссии, Янукович одержал победу, получив 49,42 % голосов. Согласно же результатам экзит-поллов, которые проводились независимыми организациями, Ющенко набрал больше голосов, чем было заявлено. В обстановке массовых акций, развёрнутых противниками Януковича, которые обвинили власти в массовой фальсификации выборов (см. Оранжевая революция), Верховный суд, рассмотрев представленные доказательства, признал наличие массовых фальсификаций во втором туре и назначил повторное голосование на 26 декабря.
26 декабря 2004 года состоялось повторное голосование («третий тур» выборов), в котором Янукович проиграл Ющенко (51,99 %), набрав 44,2 %.

### Оппозиционная деятельность (2005—2006)
После поражения в третьем туре президентских выборов, 31 декабря 2004 года ушёл в отставку с поста премьер-министра. 5 января 2005 года президент Кучма принял его отставку. Янукович не оставил политической деятельности, и выступил с критикой экономического курса президента Ющенко и премьера Тимошенко. Янукович заявил, что, по его мнению, несбалансированная экономическая политика, направленная на резкое увеличение социальных выплат в 2005 году правительством Тимошенко, увеличение налогового давления на предприятия крупного бизнеса, а также резкое сокращение капитальных инвестиций приведут к кризисным явлениям в экономике.
Летом 2005 года Генеральная прокуратура Украины обвинила Януковича в организации сепаратистских собраний в Северодонецке в ноябре 2004 года; в незаконной выдаче премий призёрам Олимпийских игр в Афинах 2004 из государственного бюджета; в выделении средств Донецкому аэропорту на закупку оборудования для обеспечения безопасности полётов. ГПУ также поинтересовалась земельным участком, который был оформлен на Януковича губернатором Ивано-Франковской области Михаилом Вышиванюком в 2000 году.
В сентябре 2005 года после длительных переговоров пошёл на соглашение с Ющенко, которому требовалась поддержка фракции «Партии регионов» для утверждения в Верховной Раде Юрия Еханурова на пост премьер-министра. Между Ющенко и Януковичем был официально подписан «Меморандум» — «Партия регионов» проголосовала за Кабмин Еханурова; а Ющенко взял на себя обязательства прекратить преследование сторонников «Партии регионов» и не препятствовать введению в действие конституционной реформы, ограничивающей власть президента. После резкого падения рейтинга Януковича в первые полгода власти Ющенко, к концу осени 2005 года рейтинг Януковича восстановился почти до уровня 2004 года.
Ещё в апреле 2005 года лидеры 19 политических партий и 12 общественных организаций договорились о создании оппозиционной коалиции во главе с Януковичем. Эта широкая коалиция так и не была сформирована, а потому «Партия регионов» взяла участие в парламентских выборах самостоятельно.
В 2004—2005 годах Янукович нанимал вашингтонские консалтинговые фирмы DB Communications LLC (гонорар $139 930) и Venable LLP ($379 343) для установления контактов с американским политическим истеблишментом, как отмечают, в результате назначение Януковича премьером встретило достаточно спокойную реакцию в Вашингтоне.
Во время пребывания в оппозиции Янукович написал книгу «Год в оппозиции», которую презентовал за две недели до парламентских выборов в марте 2006 года.

### Премьер-министр Украины (2006—2007)
На состоявшихся 26 марта 2006 года парламентских выборах «Партия регионов» получила наибольшее число голосов. Янукович стал народным депутатом по списку «Партии регионов» и возглавил её фракцию. После длительного парламентского кризиса Янукович 18 июля 2006 года был выдвинут кандидатом на пост премьер-министра Украины от «Антикризисной коалиции» («Партия регионов» — СПУ — «Коммунистическая партия Украины») и 4 августа 2006 года утверждён в этой должности.
Последующий период ознаменовался борьбой за власть между Януковичем и Ющенко. К концу года в правительстве не осталось ни одного представителя пропрезидентского блока «Наша Украина».
Уже 14 и 22 сентября 2006 года Янукович посетил с рабочим визитом Брюссель, где сделал программные заявления о неготовности Украины к вступлению в НАТО и о намерении «стремиться к вступлению в Евросоюз».
21 сентября 2006 года Янукович посетил Москву, где вне официального графика был принят российским президентом Владимиром Путиным. Правительства Украины и России договорились начать работу межгосударственной комиссии по сотрудничеству и подписали соглашения о сохранении для Украины цены на российский газ на уровне $95 за 1000 м³ до конца 2006 года.
В октябре «Наша Украина» официально ушла в оппозицию и призвала своих министров подать в отставку. Лидер парламентской фракции «Наша Украина» Роман Бессмертный, выступая в Верховной Раде, подверг резкой критике политику Януковича: «В последние два месяца мы стали свидетелями того, как происходит слом внешнего курса Украины, который был поддержан украинским народом на выборах президента Виктора Ющенко… Разрушаются процессы интеграции в ВТО, фактически остановлены программы сотрудничества Украины и Евросоюза… Претерпевает коренную ломку вступление Украины в евроатлантическое сообщество… В таких условиях „Наша Украина“ вышла из переговорного процесса, мы в оппозиции, и наши министры покидают правительство».

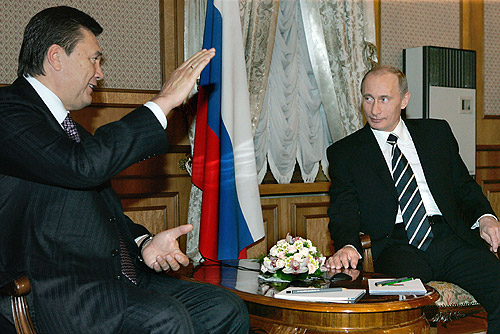
На встрече с Владимиром Путиным, 2006

В день первого заседания Кабинета министров в 2007 году Янукович, Ющенко и Александр Мороз провели переговоры, в ходе которых договорились создать рабочую группу для подготовки совместного плана деятельности государственных институтов. Однако в это же время представители «антикризисной коалиции» в Раде («Партия регионов», СПУ и КПУ) вели переговоры с лидером фракции БЮТ Юлией Тимошенко, накануне заявлявшей, что её фракция никогда не будет голосовать за закон «О Кабинете министров», о солидарном голосовании для преодоления президентского вето на этот закон, который президент вернул в парламент, поскольку некоторые его положения, по мнению Ющенко, «искажают суть и содержание Конституции Украины».
12 января 2007 года депутаты «Антикризисной коалиции» и оппозиционной фракции БЮТ, последние предварительно заключив соглашение с АК, заключившись, что взамен правящая коалиция поддержит закон об оппозиции, который даст преимущества главной оппозиционной фракции — БЮТ, смогли преодолеть вето президента на закон «О Кабинете министров». Вступление в силу закона «О Кабинете министров» означало утрату президентом части полномочий, позволяющих оказывать влияние на действия органов исполнительной власти, что будет означать переход Украины от парламентско-президентской к парламентской форме государственного управления.
В марте 2007 года на политической сцене Украины произошли события, приведшие к очередному политическому кризису. «Антикризисная коалиция» начала активно расширяться за счёт депутатов оппозиционных фракций — «Наша Украина» (лидер — Вячеслав Кириленко) и «Блока Юлии Тимошенко». При продолжении этого процесса парламентская коалиция могла бы получить конституционное большинство, чего Ющенко не хотел допустить.
2 апреля 2007 года президент Ющенко подписал указ «О досрочном прекращении полномочий Верховной Рады» и назначил внеочередные выборы народных депутатов на 27 мая. Представители «Антикризисной коалиции» оспорили указ в Конституционном суде.
На стороне Ющенко выступила объединённая оппозиция, в которую вошли три основных политических силы — БЮТ, «Наша Украина» и общественное движение «Народная самооборона» Юрия Луценко. На этот раз, однако, парламентской коалиции удалось собрать в Киеве гораздо больше своих сторонников, чем «регионалам» во время «Оранжевой революции».
25 апреля Ющенко, очевидно отказавшись от поиска компромиссных решений, подписал новый указ о роспуске Верховной Рады, перенеся досрочные выборы на конец июня. В тот же день он сменил руководителя Генеральной прокуратуры, а в конце апреля отправил в отставку двух судей Конституционного суда. В ситуации, когда президент укрепил контроль над силовыми органами и Конституционным судом, Янукович 5 мая пошёл на договорённость с Ющенко о проведении досрочных парламентских выборов — правда, в более поздние сроки. КПУ и СПУ восприняли это решение как предательство их интересов.
23 ноября 2007 года Янукович был отправлен в отставку с поста премьер-министра решением президента Ющенко и был назначен исполняющим обязанности премьер-министра Украины, а 18 декабря освобождён Верховной радой от обязанностей премьер-министра Украины в связи с назначением нового премьер-министра Тимошенко.

### Оппозиционная деятельность (2007—2010)
Последующие годы на фоне общего политического кризиса на Украине, оказались критически тяжёлыми для карьеры Януковича. Он перестаёт быть актуальным, исчезает из заголовков новостей, стремительно теряет популярность — в том числе и в собственной партии.
Как депутат, в декабре 2007 года Янукович вошёл в состав парламентского комитета по вопросам правовой политики.
В конце августа 2008 года Янукович после войны в Грузии заявил о необходимости признания независимости Абхазии и Южной Осетии:
Признание Россией независимости Южной Осетии и Абхазии — это логическое продолжение процесса, который был начат западными странами относительно признания независимости Косово.
Развал «оранжевой» коалиции в сентябре 2008 года привел к тому, что Рада шестого созыва была распущена: 8 октября 2008 года президент Ющенко подписал указ о досрочном прекращении полномочий парламента и назначении внеочередных выборов депутатов Верховной рады Украины. Решение о досрочных выборах в Верховную Раду было однозначно одобрено Партией Регионов. Однако позднее президент продлил сроки полномочий депутатов Рады, перенеся своими указами дату досрочных выборов сначала с 7 на 14 декабря, а позднее — на 2009 год.
В 2008 году Янукович занимает шестое место в рейтинге Топ-100 самых влиятельных украинцев по версии журнала «Корреспондент».
«Прошедший год лидер регионалов провел в роли меланхолика, за спиной которого активничал его коллега по партии и самый богатый человек страны Ринат Ахметов и связанное с ним бизнес-крыло регионалов. Под давлением этой неформальной группы Янукович, тогда — премьер-министр страны, дал согласие на проведение досрочных выборов, но в результате никаких дивидендов от этого не получил. Хотя его политсила набрала больше всего голосов, сформировать большинство ей не дали»
В мае—июне 2009 года фигура Януковича вновь появляется на горизонте большой политики. Его партия вступает в переговоры о создании широкой коалиции с политическим противником — «Блоком Юлии Тимошенко». Переговоры об участии в коалиции ведёт и «Блок Литвина». Три политические силы выносят главной темой возможного союза необходимую парламентскую реформу. Согласно договорённости, новая коалиция должна изменить Конституцию, премьером останется Тимошенко, а Янукович избирается в парламенте президентом.
Действующий президент Украины Ющенко счёл намерения создать коалицию при участии БЮТ и «Партии регионов» конституционным переворотом и заверил, что не допустит избрания президента в парламенте.

### Президентские выборы 2010 года

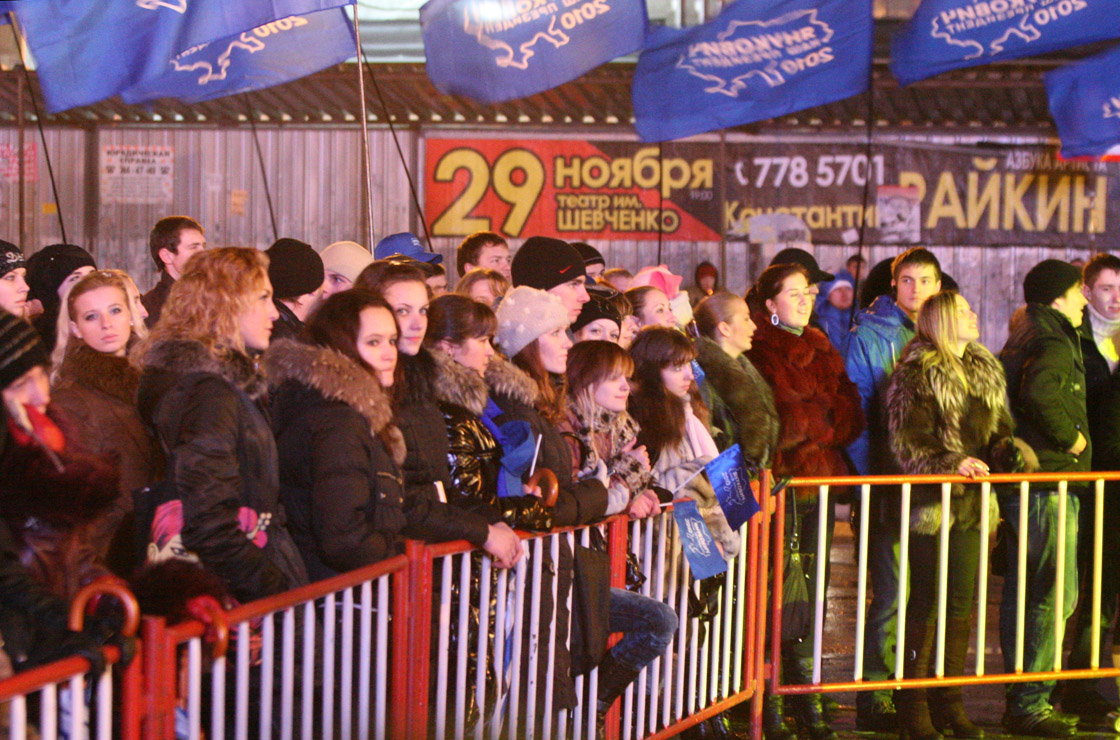
Сторонники Януковича в Днепропетровске

Осенью 2009 года Янукович объявляет о своём участии в выборах президента Украины 2010 года.
Во время предвыборной кампании Янукович заявил, что Украина не будет вступать «ни в какой военный блок».
В первом туре 17 января 2010 года получил 35,32 % голосов избирателей, заняв первое место среди 18 кандидатов на пост президента.
Во втором туре 7 февраля 2010 года получил 48,95 % голосов избирателей и занял первое место, опередив Тимошенко на 3,48 %. 14 февраля председателем ЦИК Украины Владимиром Шаповалом Янукович был объявлен избранным президентом Украины.
Одни из первых его поздравили: президенты России, США, Польши, Франции, Германии, Латвии, Эстонии, Грузии, Евросоюз, Генеральный секретарь НАТО и другие лидеры различных стран мира.
17 февраля Высший административный суд Украины приостановил решение ЦИК Украины о признании Януковича избранным президентом Украины в обеспечение иска Тимошенко об отмене итогов второго тура выборов. Однако суд не удовлетворил ходатайство Тимошенко запретить Януковичу принимать присягу президента на торжественном заседании Верховной Рады.
19 февраля Верховная Рада Украины досрочно прекратила полномочия народного депутата Украины Януковича в связи с поданным им соответствующим заявлением.
20 февраля Высший административный суд Украины возобновил действие протокола Центральной избирательной комиссии о результатах повторного голосования по выборам президента Украины 7 февраля, в соответствии с которым Янукович считался избранным на выборах президентом Украины.
Инаугурация избранного президента Януковича состоялась 25 февраля 2010 года.

## Президентство

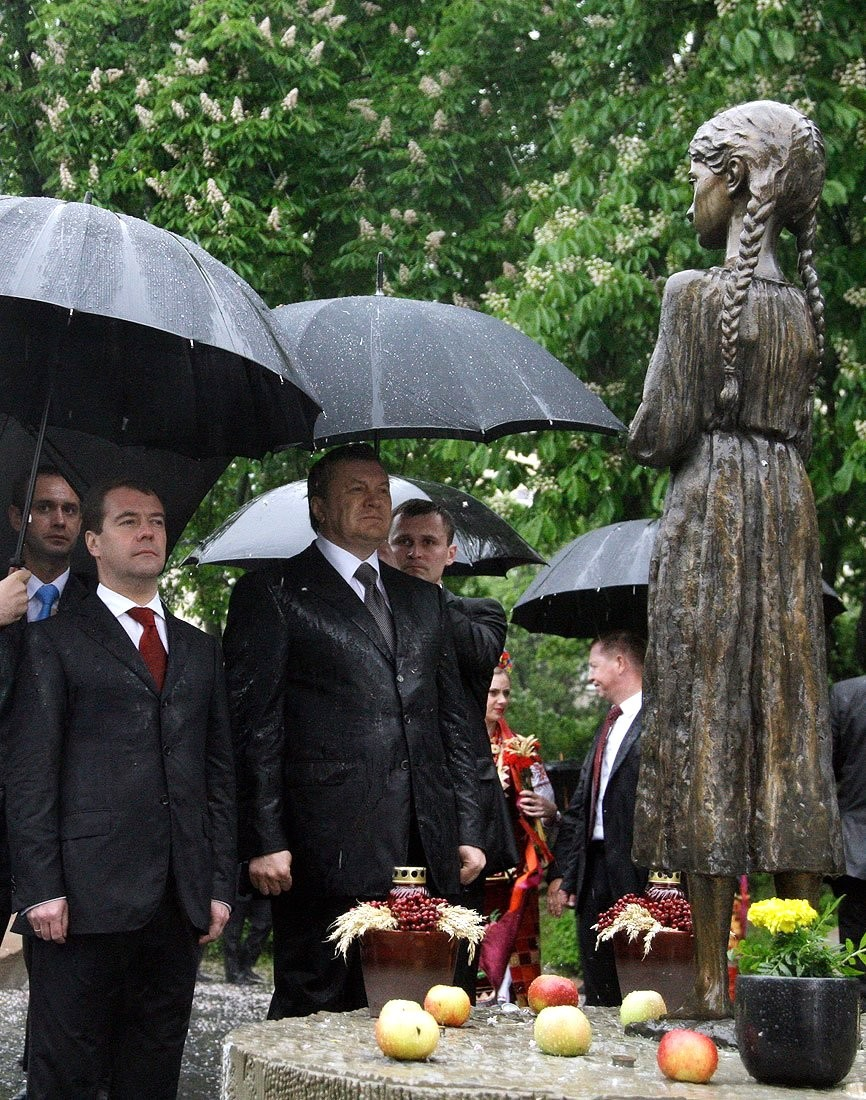
Дмитрий Медведев и Янукович почтили память жертв голода на Украине, 2010

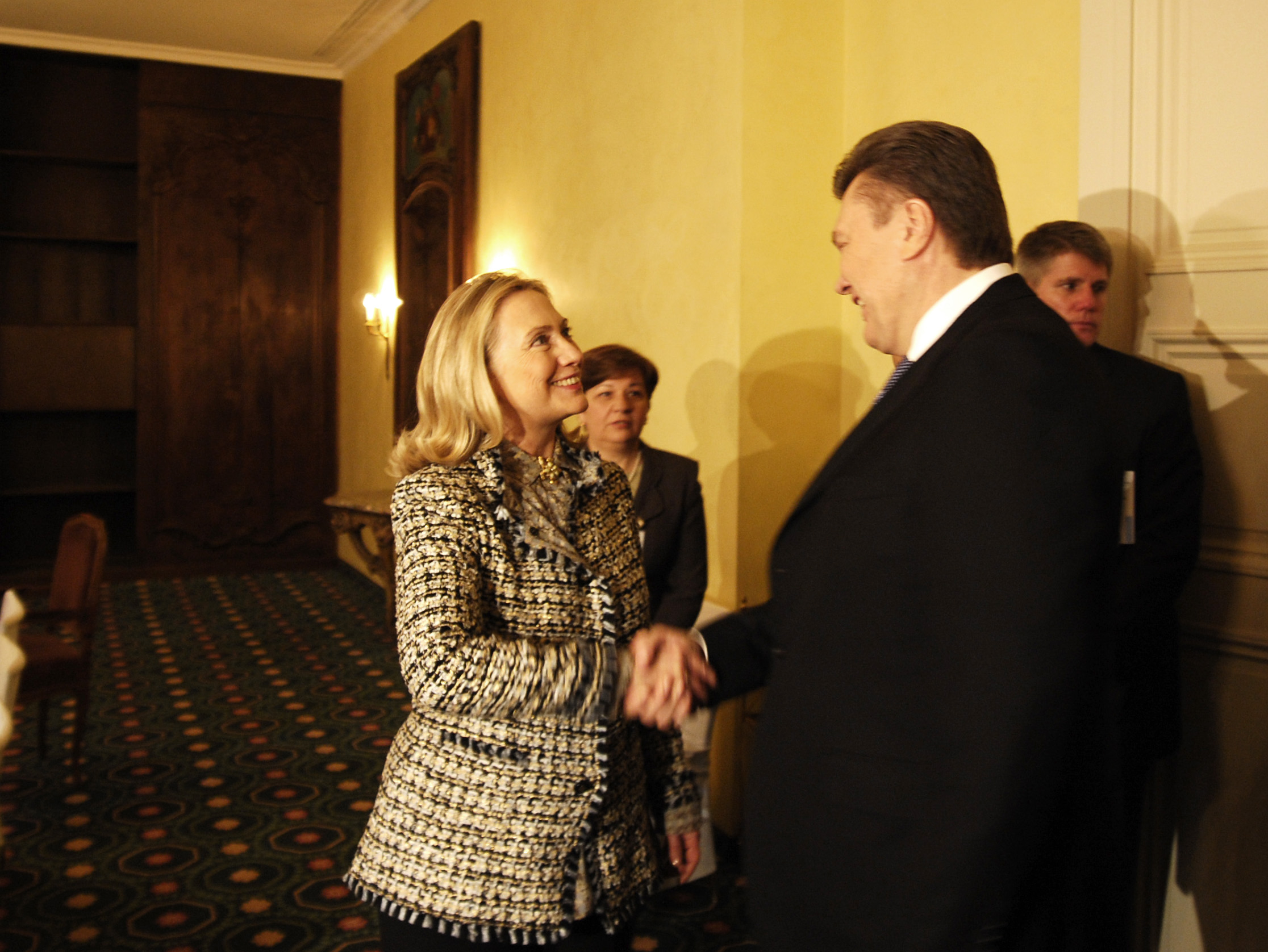
Янукович и Хиллари Клинтон, Мюнхен, 2012

Ещё будучи кандидатом в президенты, Янукович конечную цель своего президентства определил как «полную модернизацию общественной жизни в Украине».
Первым указом Януковича в должности президента Украины стало сокращения рабочего штата и расходов на содержание секретариата президента на 20 %. Этим же указом он вернул Секретариату президента его предыдущее название — Администрация Президента Украины.

### Собственность семьи Януковича
В 2010 году началось журналистское расследование «Украинской правды», в ходе которого журналисты выяснили связь между арендаторами бывшей государственной резиденции в Межигорье — фирмой «Танталт» (129 гектаров) и благотворительным фондом «Відродження України» (7,6 гектара) — и Януковичем. Сам Янукович заявил, что в Межигорье ему принадлежит полтора гектара земли. Несмотря на его публичные обещания в 2009—2012 годах, журналистам так и не показали документы о том, кому же принадлежит заповедное Межигорье.
В конце июня 2011 года Янукович пригласил в Межигорье группу журналистов из провластных СМИ, этим журналистам показали часть резиденции. Во встрече принимали участие: от телеканала «Интер» (принадлежит В. Хорошковскому) — Евгений Киселёв; от «Первого национального телеканала» — ведущий программы «Шустер live» Савик Шустер; от телеканала «1+1» — Александр Ткаченко; от телеканала «ICTV» (принадлежит В. Пинчуку) — А. Куликов; также главные редакторы газеты «Сегодня» (принадлежит Р. Ахметову) и сайта «Обозреватель» (принадлежит М. Бродскому).
По оценке старшего научного сотрудника Института международной экономики имени Петерсона, в прошлом советника правительства Украины по экономическим вопросам Андерса Аслунда, состояние семьи Януковича составляет 12 миллиардов долларов.
Согласно декларации за 2011 год, Януковичу принадлежали земельный участок площадью 1,7688 га в Киевской области с расположенным на нём жилым домом площадью 619,6 м², квартира в городе Киеве площадью 239,4 м² и два машиноместа общей площадью 39,9 м².
По данным российских журналистов на февраль 2015 года, у бывшего президента Украины Януковича есть дом в Москве, в посёлке Ландшафт.
На 2012 год Янукович был четвёртым среди самых «дорогих» для своих стран президентов мира. Рейтинг составлялся по отношению зарплаты глав государств к среднему доходу по стране. По абсолютному доходу занимал 17-е место с зарплатой в $ 95 100 в год.

### Политический кризис на Украине (2013—2014)
В ноябре 2013 года решение действовавшего правительства приостановить процесс подписания Соглашения об ассоциации с Евросоюзом привело к затяжному политическому кризису. Массовая мирная акция протеста в центре Киева, а также в других городах Украины, получившая в социальных сетях и СМИ название «Евромайдан» по аналогии с событиями 2004 года, через некоторое время приняла резко радикальный антипрезидентский и антиправительственный характер.

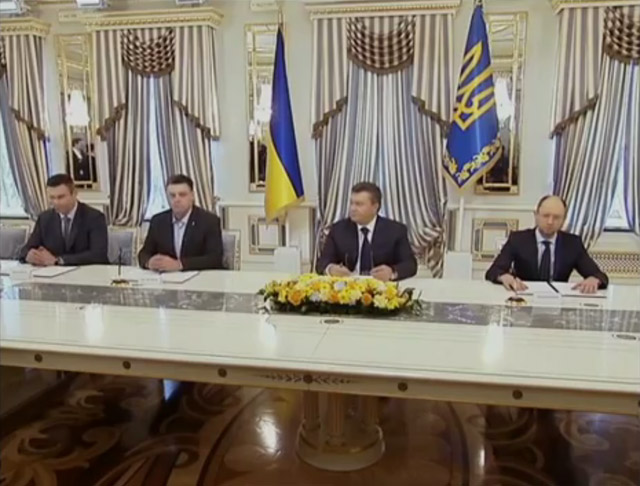
Подписание Соглашения об урегулировании политического кризиса на Украине. 21 февраля 2014 года

21 февраля 2014 года Янукович пошёл на уступки и подписал с оппозицией Соглашение об урегулировании кризиса, предусматривавшее, в частности, немедленный (в течение 2 суток) возврат к Конституции в редакции 2004 года, конституционную реформу и проведение досрочных президентских выборов не позднее декабря 2014 года. В тот же день Янукович выехал в Харьков для участия в съезде депутатов юго-востока.
22 февраля вышло в эфир интервью Януковича телеканалу «112 Украина», в котором он заявил, что не собирается подавать в отставку и не собирается подписывать решения Верховной рады, которые он считает противозаконными, а происходящее в стране квалифицировал как «вандализм, бандитизм и государственный переворот». Через несколько часов Верховная рада приняла постановление, в котором заявила, что Янукович «неконституционным образом самоустранился от осуществления конституционных полномочий» и не выполняет свои обязанности, а также назначила досрочные президентские выборы на 25 мая 2014 года. Перед голосованием новоизбранный спикер Рады Александр Турчинов заявил депутатам, что незадолго до этого «удалось найти по телефону Януковича. В присутствии депутатов Арсений Яценюк говорил с ним. Яценюк предложил ему подать в отставку. Он согласился. Но, очевидно, потом, пообщавшись с другими людьми, он опроверг заявление. А его пресс-служба распространила заранее записанный ролик». Сам Янукович отрицает, что соглашался уйти в отставку.
22 февраля, после того как съезд Партии регионов в Харькове был отменён, по свидетельству в суде сотрудника украинского Управления государственной охраны (УГО) Виктора Резниченко, служившего в 2014 году в охране президента Украины, Янукович с семьёй и охраной вылетел на двух вертолётах в Донецк, где встречался с Ринатом Ахметовым. После того, как вылет самолёта с Януковичем из аэропорта Донецка был заблокирован сотрудниками погранслужбы Украины, его кортеж направился в сторону Крыма. В ночь с 22 на 23 февраля в окрестностях Бердянска по поручению президента России Владимира Путина, опасавшегося за жизнь Януковича, он был вместе с сопровождавшими лицами эвакуирован тремя российскими вертолётами Ми-8 на территорию Краснодарского края. 23 февраля Янукович был переправлен в Крым, в Ялту. Затем охрана Януковича доставила его на территорию расположения российской воинской части у Казачьей бухты (недалеко от Севастополя), оттуда затем Янукович был эвакуирован в Россию.
В ночь с 22 на 23 февраля в Крым, с целью ареста Януковича, отправились новоназначенные глава СБУ Валентин Наливайченко, и. о. министра внутренних дел Арсен Аваков в сопровождении бойцов спецподразделений «Альфа» и «Сокол».
23 февраля председатель Верховной рады Александр Турчинов подписал постановление о возложении на себя обязанности президента Украины. Данные решения Верховной рады Украины вызвали много вопросов в России. В российской пропаганде и в заявлениях российских политиков события часто называются «государственным переворотом», в то время как историки оценивают как переворот последующие действия РФ в Крыму, когда вскоре после бегства Януковича российские военные в ходе тайной специальной операции заменили местное правительство в Крыму российскими доверенными лицами, и Россия поручила им подготовить регион к российской аннексии[значимость факта?].
24 февраля советник президента Украины Анна Герман и назначенный Верховной Радой глава СБУ Валентин Наливайченко сообщили, что Янукович находится на территории Украины. В тот же день президент Янукович написал заявление об отказе от государственной охраны, фото которого выложил на своей странице в Facebook министр внутренних дел Арсен Аваков и как заявил потом сам Янукович, в этот же день он был доставлен на территорию России.
26 февраля агентство РБК сообщило, что Янукович в ночь на 25 февраля прибыл в Москву и в настоящее время находится в Барвихе (Московская область), где располагается ФГБУ «Клинический санаторий „Барвиха“» управления делами Президента России. По данным СБУ, которые были обнародованы в 2016 году, Янукович покинул Украину 26 февраля 2014 года в 16 часов 25 минут. Однако последним его местонахождением на территории Украины по неизвестным причинам указан Киев, а не Крым.
27 февраля стало известно, что Янукович обратился к руководству России с просьбой обеспечить ему личную безопасность «от действий экстремистов» в связи с поступающими в его адрес угрозами расправы. В своём обращении Янукович неоднократно подчеркнул, что считает себя действующим президентом Украины, а решения, принятые Верховной радой в последние дни, квалифицировал как нелегитимные, принимаемые в отсутствие многих членов Партии регионов и других фракций, причём, по его словам, некоторые из депутатов подверглись физическому воздействию и были вынуждены покинуть Украину.
Янукович также заявил о незаконности возможных приказов, которые могут быть отданы на применение Вооружённых сил Украины внутри страны. По его словам, он как глава государства не позволял армии вмешиваться в происходящие внутриполитические события. Янукович также обвинил оппозицию в невыполнении соглашения об урегулировании политического кризиса на Украине, заключённого 21 февраля.
Сразу же за публикацией этого сообщения российские информационные агентства опубликовали заявление «источника во властных структурах РФ», утверждающего, что Янукович получит личную безопасность на территории России.

### На территории России
28 февраля 2014 года Янукович провёл пресс-конференцию в Ростове-на-Дону, где призвал российское руководство не оставаться безучастными к ситуации на Украине: «Россия должна использовать все имеющиеся возможности для того, чтобы предотвратить тот хаос, террор, который сегодня есть на Украине». При этом Янукович заявил, что категорически против военного вторжения на Украину и нарушения её территориальной целостности, добавив, что готов вернуться на Украину при условии обеспечения безопасности его и его семьи. По его словам, покинуть страну он оказался вынужден из-за непосредственной угрозы его жизни и жизням его близких. Также он заявил, что соглашение 21 февраля не было выполнено оппозицией, которая не разоружила майдановцев и не организовала освобождение зданий и улиц. Все законы, принятые Верховной радой после 21 февраля, Янукович отказался считать легитимными, поскольку, по его словам, они принимались под давлением и угрозами в адрес депутатов. Кроме того, Янукович заявил, что он против военного конфликта и что он останется с народом Украины до своей смерти.

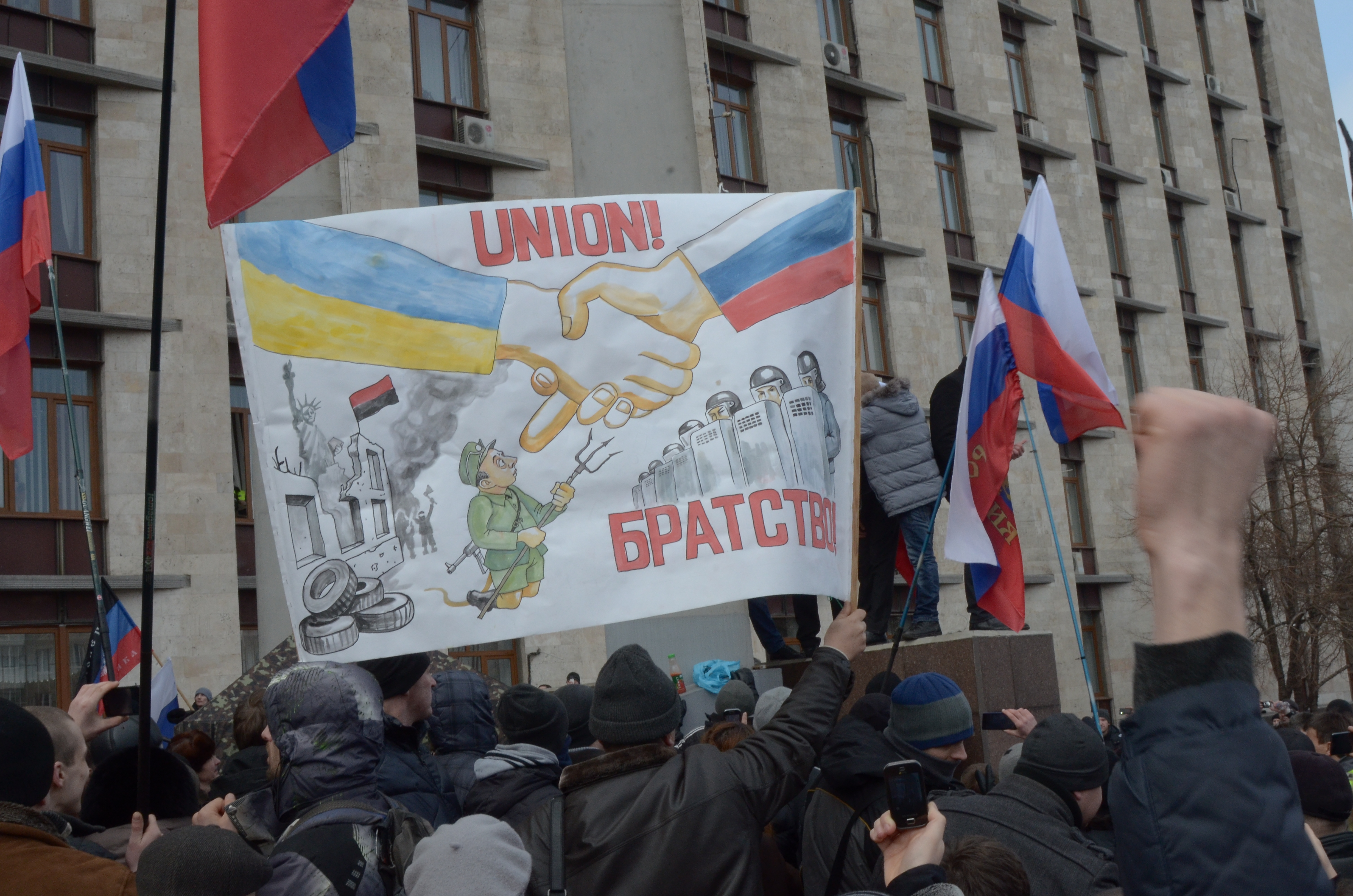
Протесты в Донецке, 1 марта 2014

1 марта 2014 года Янукович в своём заявлении, зачитанном 3 марта 2014 года представителем России в ООН Виталием Чуркиным, обратился к президенту России Владимиру Путину с просьбой «использовать Вооружённые силы Российской Федерации для восстановления законности, мира, правопорядка, стабильности, защиты населения Украины». Уже 4 марта постоянный представитель Украины при ООН Юрий Сергеев в своём письме в Совет Безопасности, оспаривающем законность просьбы Януковича применить на территории Украины российские вооружённые силы, сослался на пункт 23 статьи 85 Конституции Украины (согласно которому право допускать иностранные войска на Украину принадлежит парламенту), а также заявил, что Янукович больше не является законным президентом Украины. Впоследствии, в 2017 году, на фоне выдвинутых обвинений в государственной измене (см. ниже), Янукович заявил, что его обращение об «использовании ВС» не подразумевало ввода войск на территорию Украины (которого он, по собственным словам, не просил), а представители российских властей официально заявляли, что таковое обращение не поступало ни в администрацию президента РФ, ни в Совет Федерации.
В тот же день агентство Интерфакс сообщило, что Янукович, по словам заместителя главы Партии регионов Бориса Колесникова, «попросил добровольно сложить с себя полномочия почётного лидера и исключить его из партии».

## Рейтинг доверия
По результатам социологического опроса компании «Социс» и Института стратегических исследований, Янукович в 2006 году был самым популярным политиком на Украине. Ему доверяли 30,3 % опрошенных, считали его способным изменить жизнь — 29,7 %, готовы проголосовать за него в случае президентских выборов 31,3 % (при этом лидеру БЮТ Тимошенко доверяли 18,4 %, президенту Ющенко — 9,8 % респондентов).
Согласно результатам исследования, проведённого центром «Социс» с 20 по 27 апреля 2007 года, наибольшее доверие у населения среди политиков имел Премьер-министр В.Янукович — 45 %, (для сравнения — председатель Верховной Рады Александр Мороз — 33 %, Ющенко и политик Тимошенко — по 31 %). В то же время «рейтинг недоверия» Януковичу составил 53 % (при этом на первом месте по «рейтингу недоверия» — Ющенко, Тимошенко и Пётр Симоненко, которым не доверяют по 64 %, ответ «не доверяю никому» не был предусмотрен).
В течение 2005—2009 годов рейтинг Януковича был стабильным (около 32 % на парламентских выборах 2006, 2007 годов). Эту стабильность подтвердили и президентские выборы 2010 года (в первом туре Янукович набрал 35 %).
Данные всеукраинского телефонного опроса на тему: «Первый год президентства Януковича», который провел Институт Горшенина с 14 по 23 февраля 2011 года, обнародованные 24 февраля, показали, что каждый второй гражданин Украины (50,8 %) оценивает деятельность Януковича за год его пребывания на посту президента Украины в целом отрицательно. Ответ «точно отрицательно» выбрали 32,7 % опрошенных, «скорее отрицательно» — 18,1 %. Около трети украинцев (35,5 %) в целом положительно оценивают деятельность президента Украины в течение года. Из них ответ «скорее положительно» дали 22,6 %, «точно положительно» — 12,9 % респондентов. Затруднились ответить на этот вопрос — 13,7 %. Кроме того, почти половина украинцев (46,1 %) отмечают, что их отношение к Януковичу за год его пребывания на посту президента Украины ухудшилось. Из них 28,8 % дали ответ «точно ухудшилось», 17,3 % — «скорее ухудшилось». Более четверти опрошенных (26,1 %) заявили, что их отношение к Януковичу за год улучшилось. Из них выбрали ответ «скорее улучшилось» 16,1 %, «точно улучшилось» — 10,0 %. При этом более четверти граждан Украины (27,8 %) затруднились ответить на данный вопрос.
«Последние данные социологических исследований показывают, что доверие к президенту Януковичу на его „вотчине“ упало до 50 %, тогда как раньше ему доверяли более 80 % жителей Донбасса. В целом же по Украине рейтинг доверия к В.Януковичу — 27 %, не доверяют ему 53 %. Если вспомнить прошлый год, то эти цифры выглядели наоборот» — сказала директор фонда «Демократические инициативы», старший научный сотрудник Института социологии НАНУ Ирина Бекешкина в интервью изданию «Украина молодая».
По результатам исследования, проведённого Центром Разумкова с 1 по 5 апреля 2011 года, только 10,6 % украинцев полностью поддерживают деятельность Януковича, при этом 34,7 % опрошенных поддерживают отдельные действия президента, а почти половина — 49 % — вообще не поддерживает Януковича. По данным этого же опроса, несмотря на это, Янукович продолжает лидировать среди украинских политиков по уровню поддержки: если бы выборы президента проходили в следующее воскресенье, за него были бы готовы проголосовать 16,7 % украинцев, за Тимошенко — 13,3 %, а за остальных кандидатов — 10 и менее процентов.
Как свидетельствуют результаты социологического исследования, проведённого компанией по маркетинговым и социальным исследованиям на Украине GfK Ukraine, в июне 2011 года упал уровень поддержки обоих ключевых украинских политиков: действующего президента Януковича — до самой низкой с ноября 2008 года отметки в 13,4 % (с 16,1 % в мае 2011 года), экс-премьер-министра Тимошенко — до 9,6 % (с 11,1 % в мае 2011 года). Президент Янукович продолжает терять доверие украинцев. Если в декабре 2010 года на 27 % больше граждан не доверяли президенту, чем доверяли, то в июне 2011 года этот разрыв вырос до 48 %. В целом в июне 2011 года 67 % респондентов не доверяют президенту.
Согласно украинскому общенациональному опросу, проведённому Институтом социологии НАН летом 2015 года, Янукович был оценён как наиболее негативный исторический деятель (за ним следуют Иосиф Сталин, Владимир Ленин и Ющенко).

## После президентства
1 сентября 2017 года СМИ сообщили, что с 2014 года Янукович живёт на государственной даче в Баковке (микрорайон города Одинцово Московской области), принадлежащей федеральному казённому учреждению «Загородный дом приёмов „Русичи“» при министерстве внутренних дел России. На территории госдачи находится трехэтажный кирпичный дом площадью 2076 квадратных метров, а также двухэтажное здание для хозяйственных нужд площадью 768 квадратных метров: в нём расположены бассейн с дорожками длиной 25 метров, комплекс саун, кухня и складские помещения. Ранее на этой территории находилась дача маршала Семёна Буденного, до лета 2012 года здесь жил губернатор Московской области Борис Громов. Соседями бывшего украинского политика являются Валентин Юдашкин, Юлия Латынина и патриарх Кирилл. 2 сентября 2017 года пресс-служба МВД России заявила, что в загородном доме приёмов «Русичи» с 2012 года «постоянно никто не проживал и не проживает».
В сентябре 2019 года адвокат экс-президента Виталий Сердюк сообщил, что «защита (Януковича) работает над тем, чтобы обеспечить ему возможность вернуться в страну». Как отметил В. Сердюк, «Янукович поставил перед защитой задачи „обеспечить привлечение к ответственности виновных“ в ситуации с Крымом и „в совершении государственного переворота“».
5 июня 2022 года Янукович опубликовал обращение к соотечественникам, где призвал руководство Украины не делить «украинцев на правильных и неправильных», объединиться «не ради войны, а для поиска решений», предложив «добиться мира» путём взаимных уступок. Янукович отметил, что информационная политика властей переполнена «победными реляциями» и пропагандой.

## Преследование

### Возбуждение уголовных дел
В число компаний, подвергшихся рейдерским атакам со стороны олигархического клана Януковича, входят как случаи вхождения так называемой «Семьи Януковича» в корпоративные права приглянувшихся фирм противоправными методами, так и «наезды» с целью получения «дани» — то есть коммерческой выгоды. Об этом свидетельствуют данные Антирейдерского союза предпринимателей Украины. Жертвам рейдерских методов Януковича предлагалось выплачивать регулярную «дань» в размере 30-50 % от прибыли компании — либо уступить право собственности на неё.
О первом открытом уголовном деле против Януковича практически сразу же сообщил новоназначенный и. о. министра внутренних дел Арсен Аваков. 24 февраля 2014 года против Януковича было открыто уголовное дело по факту массовых убийств мирных граждан, в связи с чем Янукович и ряд других должностных лиц объявлены в розыск.
28 февраля 2014 года Швейцария начала расследование в отношении Януковича и его старшего сына Александра. Их подозревают в отмывании денег.
2 марта и. о. генпрокурора Олег Махницкий сообщил, что ГПУ открыла ещё одно уголовное производство против Януковича: «После его выступления в Ростове-на-Дону принято решение об открытии уголовного производства за попытки и призывы к свержению конституционного строя на Украине». Конкретно по ч. 2 ст. 109 Уголовного кодекса Украины (действия, направленные на смену или свержение конституционного строя или на захват государственной власти).
4 марта министр иностранных дел Литвы Линас Линкявичюс заявил, что Януковичу среди ряда прочих украинских высокопоставленных чиновников, подозреваемых в нарушении прав человека и «неоправданном применении силы против мирных демонстрантов», запрещён въезд на территорию Литвы.
6 марта 2014 года стало известно, что ГПУ также открыла дело по факту того, что Янукович «в 2010 году неконституционным способом изменил Конституцию Украины, и тем самым захватил государственную власть», что также классифицируется как преступление по ч. 2 ст. 109 Уголовного кодекса Украины (действия, направленные на смену или свержение конституционного строя или на захват государственной власти).
12 января 2015 года Янукович был внесён в базу розыска Интерпола по обвинению в незаконном присвоении и растрате имущества, совершенном в особо крупном размере или в составе организованной группы. Объявление сопровождается так называемой красной карточкой, предполагающей арест и выдачу разыскиваемого. В мае 2017 года Интерпол документально подтвердил, что снял с розыска Януковича и экс-президент Украины не находится в базе розыска Интерпола.
19 января Печерский районный суд города Киева вынес заочное постановление об аресте Януковича.
6 февраля генпрокурор Украины Виталий Ярема сообщил об отправке в российскую Генпрокуратуру запроса о местонахождении и задержании Януковича и других высших чиновников периода его пребывания главой государства. Также он отметил, что «за время пребывания в должности президента Януковича Украина получила убытки более чем на 100 млрд гривен (около $6 млрд)». За 2014 год по представлению прокуратуры было возвращено 97 тысяч га земли стоимостью 7 млрд гривен. 10 февраля генпрокурор России Юрия Чайка сообщил об отрицательном ответе на запрос Украины, так как его ведомство усматривает в этом политические мотивы.
16 июня 2015 года Генеральная прокуратура Украины составила письменное уведомление о подозрении Януковича в совершении преступлений, предусмотренных ч. 5 ст. 191, ч. 3 ст. 209 УК Украины по факту завладения государственным имуществом — комплексом отдыха Пуща-Водица, урочища Межигорье и земельными участками на которых они расположены.
1 июля 2015 года Генпрокуратура Украины предъявила Януковичу обвинения по статье 191 УК Украины («Присвоение, растрата имущества или завладение им путём злоупотребления служебным положением») в незаконном завладении в 2007 году принадлежащего государству земельного участка лесного фонда Днепровско-Тетеревского лесоохотничьего хозяйства на территории Сухолучского сельского совета Вышгородского района Киевской области. Общая площадь этого участка, известного как охотничьи угодья «Сухолучье», составляет 17,48 га, а его стоимость — свыше 22 млн грн.
16 июля 2015 года Интерпол приостановил международный розыск Януковича. Интерпол установил, что информация от украинских правоохранительных органов, на основании которой Янукович был объявлен в розыск, вызывает серьёзные сомнения.
27 июля 2015 года Печерский районный суд Киева разрешил проведение Генеральной прокуратурой заочного расследования против Януковича. Янукович подал иск против Украины в Европейский суд по правам человека в связи с регулярными нарушениями Украиной прав человека в отношении него и данным решением суда, которое «позволило провести специальное досудебное расследование по делу против президента в его отсутствие, при этом отказывая ему в праве участвовать в процессе в режиме видеоконференции».
13 августа 2015 года Генпрокуратура Украины выдвинула против Януковича обвинение в получении взятки в сумме 26 млн грн. в период 2011—2012 годов при содействии с использованием своего служебного положения лицам, которым было подконтрольно предприятие ООО «Новый мир», в ведении предпринимательской и иной деятельности, а также заступничестве за них в отношениях с государственными и правоохранительными органами.
21 октября 2015 года помощник генпрокуратура Украины Владислав Куценко сообщил, что в отношении Януковича расследуется уголовное производство по ст. 255 УК Украины («Создание организованной преступной группировки»), в которое объединены эпизоды, связанные с убийствами активистов на Евромайдане, и с экономическими преступлениями: «преступная группировка, которую возглавлял Янукович, занималась массовыми экономическими преступлениями, а также непосредственно преступлениями против активистов „майдана“».
12 мая 2016 года Янукович записал видео с показаниями по делу об убийстве людей на Майдане в феврале 2014 года, в которых заявил, что не отдавал приказов о расстреле участников Евромайдана. По его словам, за гибель людей ответственны нынешние власти Украины. Видео с этим сообщением распространил адвокат бывших сотрудников «Беркута». Видеозапись продемонстрировали в Святошинском районном суде Киева, где идёт процесс об убийстве протестующих.
18 мая начальник управления специальных расследований Генеральной прокуратуры Сергей Горбатюк сообщил о получении около месяца назад отказа со стороны РФ в экстрадиции Януковича. К этому моменту является подозреваемым по 7 уголовным производствам, а Горбатюк не исключал их рассмотрение судом заочно.
15 сентября Европейский суд общей юрисдикции частично удовлетворил иски Януковича, его сына Александра и экс-главы администрации президента Украины Андрея Клюева и отменил замораживание их средств с 6 марта 2014 по 5 марта 2015 года. При этом суд оставил в силе замораживание их активов в период с 6 марта 2015 по 6 марта 2016 года. Суд принял решение об отмене замораживания средств украинцев в связи с тем, что ограничительные меры в их отношении были введены на основании письма Генпрокуратуры Украины. Однако, как считает суд, в письме нет каких-либо деталей конкретных правонарушений, совершенных Януковичем, его сыном и Клюевым.
28 ноября 2016 года Янукович через видеосвязь был допрошен в Святошинском районном суде Киева по делу об убийствах на Майдане. Он заявил под присягой, что не отдавал каких-либо приказов о применении оружия для разгона протестующих в центре столицы три года назад. В своём выступлении перед судом Янукович возложил ответственность за беспорядки в том числе и на бойцов спецподразделения «Беркут». Кроме того, Янукович обратил внимание на необходимость расследовать гибель в беспорядках 2014 года как гражданских лиц, так и правоохранителей. Особое внимание Янукович обратил на то, что в эскалации ситуации во время митингов виноваты участники радикальных группировок, а он со своей стороны делал всё, чтобы избежать обострения.
В тот же день Генпрокурор Украины Юрий Луценко предъявил Януковичу обвинение в совершении государственной измены — «пособничестве представителям российской власти с целью изменить границы Украины, в нарушении конституции Украины и развязывании агрессивной войны», сославшись, в частности, на его обращение к Владимиру Путину с просьбой «использовать Вооружённые Силы РФ для защиты украинских граждан».
12 декабря 2016 года Генеральная прокуратура Украины сообщила, что суд арестовал объект водного транспорта, 3 объекта жилого фонда, 2 гаража и ценности из государственной резиденции «Межигорье», картины и иконы, земельный участок и денежные средства, принадлежащие В. Ф. Януковичу.
14 декабря 2016 года Печерский районный суд Киева, рассмотрев ходатайство Главной военной прокуратуры Украины, постановил задержать Януковича с целью его привода для участия в рассмотрении ходатайства о применении меры пресечения в виде содержания под стражей.
14 марта 2017 года генпрокурор Украины Юрий Луценко сообщил, что военная прокуратура передала обвинение Януковича в государственной измене в Печерский районный суд Киева.
5 июля 2017 года Янукович заявил, что не желает участвовать в инициированном на Украине судебном процессе по делу о государственной измене и отзывает из суда своих адвокатов:

Я не хочу принимать участия в якобы состязательном процессе, итог которого заранее определён. Я принял решение отозвать из процесса своих защитников. В их квалификации сомнений нет, но в стране уничтоженного правосудия адвокаты бессильны <…>
Это не суд, а чистой воды профанация. Для моего осуждения в кратчайшие сроки под давлением лично гражданина Порошенко были приняты специальные законы о заочном осуждении. Это прямое нарушение Европейской конвенции о защите прав человека и основополагающих свобод. Кроме этого, на мои заявления о требовании предоставления мне возможности принять участие в судебном процессе в режиме видеоконференции мне было отказано".

На следующий день стало известно, что Янукович подал заявление в Генеральную прокуратуру Украины о государственном перевороте в феврале 2014 года.
В сентябре 2017 года лингвистическая экспертиза не установила наличия в высказываниях Януковича и его обращении к Владимиру Путину призывов к изменению границ Украины, свержению её конституционного строя и агрессивной войне, однако эксперты отметили, что в контексте сложившейся ситуации упомянутые высказывания и обращение могли быть использованы для проведения действий, нарушающих суверенитет и неприкосновенность границ Украины.
24 января 2019 года Оболонский районный суд Киева заочно признал Януковича виновным в государственной измене и пособничестве в ведении агрессивной войны и заочно приговорил его к 13 годам лишения свободы. Апелляционные жалобы защиты Януковича на этот приговор были отклонены 2 октября 2020 года Киевским апелляционным судом.

### Обстоятельства судимостей и их снятие
15 декабря 1967 года в возрасте 17 лет Янукович был впервые осуждён на 3 года лишения свободы за участие в ограблении по статье 141 ч. 2 УК УССР (грабёж) как член преступной группировки «Пивновка». Согласно материалам уголовного дела, осенью 1967 года 26-летний Юрий Целковский и Янукович отобрали свёрток и часы у некоего гражданина, находившегося в состоянии алкогольного опьянения. Целковский утверждал, что этот гражданин был пьян и вёл себя некультурно, и рассчитывал, что тот гражданин придёт на следующий день с извинениями, но вместо этого в квартиру к Целковскому явилась милиция. Янукович и Целковский пребывали в СИЗО города Артёмовск; Целковский получил четыре года тюрьмы, хотя утверждал, что Янукович взял вину на себя за совершённую Целковским кражу. Своё наказание Янукович отбывал в Кременчугской воспитательной колонии для несовершеннолетних (см. Список пенитенциарных учреждений Украины) в течение 6—7 месяцев и был досрочно освобождён по ходатайству администрации за образцовое поведение. Житель Смелы Николая Московченко, который в то время также находился в этой колонии, утверждал, что Янукович якобы сотрудничал с администрацией исправительного учреждения.
8 июня 1970 года Янукович был повторно привлечён к уголовной ответственности за причинение телесных повреждений средней тяжести по ст. 102 УК УССР (нанесение телесных повреждений средней тяжести) и осуждён на 2 года лишения свободы. При этом досудебное следствие и рассмотрение дела в суде тянулись 9 месяцев. По свидетельству одного из «друзей» Януковича Александра Мартиненко, во время инцидента присутствовала девушка, которую Янукович защитил от пьяных ухаживаний. В то же время в 2004 году Мартиненко заявил, что Янукович никого не избивал. 14 октября 1978 года на имя председателя Донецкого областного суда Виталия Бойко за подписью депутата Верховного Совета СССР космонавта Георгия Берегового поступило письмо, в котором Береговой утверждал, что Янукович обращался к нему с просьбой оказать помощь в снятии судимостей, которые не давали «возможности ему жить по совести и планировать свое будущее». 27 декабря того же года постановлением Президиума Донецкого областного суда оба судебных приговора в отношении Януковича были отменены за отсутствием состава преступления. Позже Береговой взял над Януковичем своеобразное «шефство», что позволило Януковичу вступить в КПСС.

### Законность снятия судимостей
В мае 2004 года группа украинских журналистов прибыла в Донецк для освещения биографии деятельности Януковича, тогда занимавшего пост премьер-министра, и посетила его малую родину — Енакиево. На встрече с председателем Апелляционного суда области Александром Кондратьевым они запросили подробные документы, в которых бы указывалось на снятие обеих судимостей с Януковича как необоснованных, однако тот заявил, что постановления президиума Донецкого областного суда содержали информацию о личной жизни премьера, а потому не подлежали разглашению в соответствии со статьёй 37 Закона Украины «Об информации». При этом он издали показал постановления президиума за 1978 год и пролистал страницы с постановлением в отношении Януковича, указав, что подобное постановление действительно имело место.
8 февраля 2005 года Донецкая областная прокуратура по указанию Генпрокуратуры Украины возобновила следствие по делу о возможных фальсификациях при снятии судимостей с Януковича. В октябре 2005 года это расследование было прекращено «в связи с отсутствием состава преступления». 12 января 2006 года Генпрокуратура отменила это решение и дело было опять направлено в Донецкую область. Генпрокуратура поставила перед Донецкой областной прокуратурой вопрос, почему не осталось и следа от обвинительных приговоров Януковичу 1967 и 1970 годов. Донецкая прокуратура занималась этим делом два месяца. 28 марта 2006 года было вынесено ещё одно постановление об отказе в возбуждении уголовного дела.
По данным «Украинской правды», в 2005 году были проведены две экспертизы архивного дела о снятии судимостей с Януковича, показавшие, что данные архивные дела были подделаны и неоднократно расшивались для вставки новых страниц.
Виталий Бойко, председательствующий в президиуме Донецкого областного суда того времени, не раз заявлял, что лично подписал постановления суда о снятии судимостей. 29 января 2010 года Генеральный прокурор Украины Александр Медведько заявил, что Янукович в конце 1960-х — начале 1970-х годов был дважды осуждён и отбывал наказание незаконно.
В украинском обществе также долго ходили слухи о том, что Янукович в молодости нередко воровал шапки, срывая их с голов прохожих, и якобы получил свой первый тюремный срок именно за то, что сорвал шапку с головы прохожего в Макеевке. В 2007 году член фракции Партии регионов Виктор Тихонов утверждал, что среди молодёжи подобные поступки раньше считались крутыми и что он сам в молодости на дискотеке вытягивал «гребешки у девчат из волос». Однако в 2004 году после публикации документов стало известно, что Янукович первый срок получил за кражу часов и свёртка.

### Лишение звания президента Украины
4 февраля 2015 года Верховная Рада Украины приняла закон о лишении Януковича звания президента Украины, который вступил в силу 18 июня. Согласно ст. 105 Конституции Украины звание президента сохраняется за занимавшим эту должность лицом пожизненно, если только оно не было отстранено от власти в порядке импичмента. Вместе с тем, инициаторы законопроекта утверждают, что действующее законодательство содержит пробелы в части правовых последствий самоустранения гражданина Украины от выполнения полномочий президента Украины.

## Санкции
17 марта 2014 года Янукович был внесён в санкционный список США.
6 марта Евросоюз и Канада объявили, что Янукович и его сыновья числятся в списках высокопоставленных украинских чиновников, против которых вводятся финансовые санкции в связи с обвинениями в незаконном присвоении и растрате государственных средств Украины. 5 марта 2015 года Евросоюз продлил санкции, по словам министра юстиции Украины Павла Петренко — из-за дополнительных доказательств Генеральной прокуратуры.
4 августа 2022 года, на фоне вторжения России на Украину, внесён в расширенный санкционный список Евросоюза:

Придя к власти, он проводил пророссийскую политику. Украинский суд признал Януковича виновным в государственной измене за приглашение Российской Федерации вторгнуться в Украину. После отстранения от власти он переехал в Россию, откуда продолжил свою деятельность, направленную на дестабилизацию Украины. Он способствовал российскому военному вмешательству в Украину, призвав президента Российской Федерации ввести российские войска в Украину в марте 2014 года. Янукович поддерживал пророссийских политиков, занимавших государственные должности в оккупированном Крыму.— «Официальный журнал Европейского союза», Брюссель, 4 августа 2022 года
8 июня 2023 года Янукович и его сын были включены в санкционный список Канады как «лица связанные с кражей Россией украинских культурных ценностей и способствующих уничтожению культурных объектов и украинской культуры». Также находится в санкционных списках Великобритании, Швейцарии, Австралии, Украины и Японии.

## Состояние здоровья
18 ноября 2018 года «Комсомольская правда» со ссылкой на свой источник сообщила, что бывший президент Украины получил серьёзные травмы позвоночника и колена во время игры в теннис и был госпитализирован в обездвиженном состоянии 16 ноября в клинику имени Склифосовского. Януковича поместили в реанимацию, но позднее его увезли в частную клинику. Пресс-секретарь экс-президента Юрий Кирасир отказался комментировать эту информацию.

## Признание и награды

### Награды Украины
Государственные награды
- Орден «За заслуги» I степени (3 июля 2002 года) — за весомый личный вклад в социально-экономическое и культурное развитие региона, высокий профессионализм и по случаю 70-летия образования Донецкой области[215]
- Орден «За заслуги» II степени (3 июля 2000 года) — за значительный личный вклад в экономическое развитие Донецкого региона, реализацию государственной социальной политики[216]
- Орден «За заслуги» III степени (13 ноября 1998 года) — за значительный личный вклад в развитие нефтегазовой промышленности, строительство газопровода Донецк-Мариуполь[217]
- Заслуженный работник транспорта Украины (18 октября 1995 года) — за значительный личный вклад в повышение эффективности использования автомобильного транспорта, внедрение прогрессивных методов перевозок грузов и пассажиров, ремонта подвижного состава[218]

Ведомственные награды
- Почётная грамота Кабинета министров Украины (2000 год)
- Знак «Шахтёрская доблесть» I степени (2007 год)[219]
- Знаки «Шахтёрская доблесть» III и II степеней[220]

### Иностранные государственные награды
- Медаль Анании Ширакаци (Армения, 2004 год)[221]
- Орден «Достык» I степени (Казахстан, 6 июля 2010 года) — за большой вклад в укрепление и развитие двусторонних отношений между Казахстаном и Украиной[222]
- Кавалер Большого креста ордена Почётного легиона (Франция, 2010 год)[223]
- Высший орден Хризантемы на Большой ленте (Япония, 23 января 2011 года)[224]
- Королевский семейный орден Короны Брунея (Бруней, март 2011 года)[225]
- Орден Драгоценного жезла (Монголия, июнь 2011 года)[226]
- Орден Святого Месропа Маштоца (Армения, 30 июня 2011 года) — за многолетнюю деятельность, направленную на укрепление армяно-украинских дружественных отношений, углубление сотрудничества между Арменией и Украиной, а также за большой личный вклад в ликвидацию последствий катастрофического землетрясения в Спитаке[227][228]
- Большая цепь ордена Макариоса III (Республика Кипр, 4 июля 2011 года)[229]
- Орден «Хосе Марти» (Куба, 22 октября 2011 года)[230]
- Орден Исмоили Сомони I степени (Таджикистан, 15 декабря 2011 года)[231]
- Орден Заида (Объединённые Арабские Эмираты, ноябрь 2012 года)[232]
- Орден Независимости (Государство Катар, ноябрь 2012 года)[233]
- Президентский орден «Сияние» (Грузия, 2013)[234]
- Большая лента ордена Республики Сербия (Сербия, февраль 2013 года)[235]
- Орден «Гейдар Алиев» (Азербайджан, 17 ноября 2013 года) — за особые заслуги в развитии связей дружбы и сотрудничества между Украиной и Азербайджанской Республикой[236][237]

### Награды религиозных конфессий
- Орден святого равноапостольного великого князя Владимира I степени (РПЦ, 2010)[238]
- Орден святого равноапостольного великого князя Владимира II степени (РПЦ, 2004)[239]
- Орден святого равноапостольного великого князя Владимира III степени (РПЦ, 1998)
- Орден святого благоверного князя Даниила Московского I степени (РПЦ, 2004)[239].
- Орден преподобного Сергия Радонежского I степени (РПЦ, 2004)[240]
- Орден «Отличие Предстоятеля Украинской Православной Церкви» (УПЦ (МП), 2010)[241]
- Орден Святого преподобного Нестора-летописца Киево-Печерского (УПЦ (МП), 1998)[источник не указан 4915 дней]
- Орден Святого Гроба Господня (Иерусалимская православная церковь, 2011)[242][243]

### Награды международных и национальных спортивных организаций
- Олимпийский орден МОК (2007)[244][245]
- Золотая медаль Международной хоккейной федерации (2003)[246][247]
- Почётный знак Национального олимпийского комитета Украины (2005)[248]
- Орден атамана Головатого (Землячество казаков Азербайджана)[249].

### Почётные учёные звания и степени
- Почётный доктор Одесской национальной юридической академии (2007)[250].
- Почётный доктор Донецкого национального технического университета[251].
- Почётный профессор МГУ (2010)[252].

- Почётный гражданин Донецкой области (2002)[253].
- Почётный гражданин города Димитрова Донецкой области, ныне Мирноград (2006)[254]. Лишён звания на Украине 21 января 2015 года.
- Почётный гражданин города Енакиева Донецкой области[255].

### Другие
- Орден Святого князя Александра Невского I степени (Национальный комитет общественных наград Российской Федерации, 9 июля 2008 года) — за выдающиеся заслуги и огромный личный вклад в укрепление экономического и культурного сотрудничества между Россией и Украиной[256].
- В 2008 году объявлялось о том, что жители города Спитак в Армении приняли решение назвать в честь лидера В. Януковича одну из площадей города[257].
- В 2010 году был признан газетой «Ведомости» «Политиком года»[258].
- «Золотой батон» — пресс-папье из золота, найденное на территории резиденции Межигорье. Было подарено Януковичу на 63-летие президентом Сумского НПО им. М. В. Фрунзе Владимиром Лукьяненко[259]. В марте 2015 года было объявлено о краже золотого батона, в связи с чем Генпрокуратурой Украины было возбуждено уголовное дело[260].
- Награждён золотой медалью и дипломом чемпиона Украины по футболу по итогам сезонов 2001/02 и 2007/08, где первенствовал донецкий «Шахтёр»[261][262].

## Документальные фильмы
- «Удар властью. Виктор Янукович». Россия, ОАО «ТВ Центр», 2014 год
- «Украина в огне» — полнометражный документальный фильм Оливера Стоуна, 2016 год